# Polimorfisme (biologia)
El polimorfisme és la presència de més d'una variant al·lèlica per a un determinat gen, bé sigui en una població o espècie. En origen segurament el terme prové de canvis majors en el fenotip que permeten una classificació morfològica dels individus (poli, diversos; morphós, forma). No obstant i gràcies a estudis de proteïnes i gens el seu ús s'ha estès a aquella variabilitat genètica que no comporta necessàriament canvis morfològics evidents.
El terme Polimorfisme prové del grec clàssic: πολύ = molts, i μορφή = forma, silueta. En biologia hi ha polimorfisme quan un o dos fenotips clarament diferents existeixen en la mateixa població d'una espècie, és a dir es presenta més d'una forma o morfologia. Per tal de ser classificats com una forma aquestes formes han d'ocupar el mateix hàbitat al mateix temps i pertànyer a una població panmítica (una amb aparellament a l'atzar).
El polimorfisme és comú a la natura: està relacionat amb la biodiversitat, variació genètica i l'adaptació biològica.:126 L'exemple més comú és el dimorfisme sexual. Altres exemples són les formes mimètiques de les papallones i l'hemoglobina i els tipus de sang en els humans.
El polimorfisme és el resultat del procés evolutiu i no és pas cap aspecte d'una espècie. S'hereta i es modifica per la selecció natural. En el polifenisme el mecanisme del canvi és mediambiental. Les formigues mostren polimorfisme i polifenisme dins la mateixa població.